# Nordische Skiweltmeisterschaften 1950/Skispringen
Bei den 18. Nordischen Skiweltmeisterschaften, die vom 1. bis 6. Februar 1950 in Lake Placid (New York) und Rumford (Maine) in den USA ausgetragen wurden, kam ein Wettbewerb im Skispringen zur Durchführung.
Der Sprunglauf von der K-70-Schanze im MacKenzie Intervale Ski Jumping Complex in Lake Placid fand am Samstag, dem 4. Februar 1950 vor rund 8.000 bis 10.000 Zuschauern statt. Am Wettbewerb nahmen 40 Skispringer teil, von denen sich alle klassieren konnten.

## Skispringen K-70
| Rang | St.Nr. | Athlet               | Land               | Punkte | Weite 1 | Weite 2 |
| ---- | ------ | -------------------- | ------------------ | ------ | ------- | ------- |
| 1    | 14     | Hans Bjørnstad       | Norwegen           | 220,40 | 68,5 m  | 68,0 m  |
| 2    | 34     | Thure Lindgren       | Schweden           | 214,40 | 66,5 m  | 65,0 m  |
| 3    | 43     | Arnfinn Bergmann     | Norwegen           | 213,50 | 66,5 m  | 66,0 m  |
| 4    | 23     | Christian Mohn       | Norwegen           | 212,40 | 65,0 m  | 63,5 m  |
| 5    | 42     | Torbjørn Falkanger   | Norwegen           | 211,90 | 65,0 m  | 67,0 m  |
| 6    | 30     | Arnt Devlin          | Vereinigte Staaten | 211,00 | 67,0 m  | 67,0 m  |
| 7    | 1      | Petter Hugsted       | Norwegen           | 210,10 | 61,5 m  | 64,5 m  |
| 8    | 24     | George Thrane        | Norwegen           | 207,90 | 63,5 m  | 66,5 m  |
| 9    | 22     | Matti Pietikäinen    | Finnland           | 207,70 | 61,5 m  | 67,0 m  |
| 10   | 2      | Vidar Lindboe-Hansen | Norwegen           | 206,20 | 62,0 m  | 63,5 m  |
| 11   | 33     | Evert Karlsson       | Schweden           | 206,00 | 61,5 m  | 67,0 m  |
| 12   | 26     | Olavi Kuronen        | Finnland           | 205,50 | 64,5 m  | 62,0 m  |
| 13   | 31     | Merrill Barber       | Vereinigte Staaten | 204,50 | 66,5 m  | 63,5 m  |
| 14   | 17     | Art Tokle            | Vereinigte Staaten | 203,90 | 62,5 m  | 67,0 m  |
| 15   | 20     | Asbjørn Ruud         | Norwegen           | 202,10 | 60,5 m  | 61,5 m  |
| 16   | 19     | Karl Holmström       | Schweden           | 201,10 | 66,0 m  | 64,5 m  |
| 17   | 10     | Crosby Perry-Smith   | Vereinigte Staaten | 200,60 | 63,0 m  | 62,0 m  |
| 18   | 16     | Lassi Johansson      | Finnland           | 200,40 | 61,5 m  | 62,5 m  |
| 19   | 18     | Pentti Heino         | Finnland           | 198,90 | 60,0 m  | 60,5 m  |
| 20   | 8      | Gordon Wren          | Vereinigte Staaten | 198,30 | 62,0 m  | 63,0 m  |
| 21   | 13     | Kåre Karlsson        | Schweden           | 197,40 | 62,5 m  | 61,5 m  |
| 22   | 27     | Fritz Tschannen      | Schweiz            | 196,70 | 62,0 m  | 59,0 m  |
| 23   | 32     | Andreas Däscher      | Schweiz            | 195,70 | 62,5 m  | 63,0 m  |
| 24   | 11     | Keith Wegeman        | Vereinigte Staaten | 195,00 | 60,0 m  | 61,5 m  |
| 25   | 29     | Janez Polda          | Jugoslawien        | 193,20 | 64,5 m  | 62,0 m  |
| 26   | 40     | Billy Olson          | Vereinigte Staaten | 192,70 | 59,0 m  | 62,0 m  |
| 27   | 38     | Ralph Bietila        | Vereinigte Staaten | 192,30 | 61,5 m  | 60,5 m  |
| 28   | 15     | Willy Klopfenstein   | Schweiz            | 186,40 | 57,0 m  | 59,5 m  |
| 29   | 35     | Karel Klančnik       | Jugoslawien        | 182,00 | 54,5 m  | 58,0 m  |
| 30   | 37     | Nikolaus Stump       | Schweiz            | 177,40 | 55,0 m  | 56,5 m  |
| 31   | 28     | Henri Picard         | Kanada             | 175,00 | 55,0 m  | 53,5 m  |
| 32   | 3      | Alfons Supersaxo     | Schweiz            | 173,00 | 48,5 m  | 54,5 m  |
| 33   | 12     | Laurent Bernier      | Kanada             | 171,80 | 54,5 m  | 55,0 m  |
| 34   | 21     | Noel Paul            | Kanada             | 169,70 | 51,0 m  | 56,0 m  |
| 35   | 9      | John Draper          | Kanada             | 165,30 | 53,5 m  | 54,5 m  |
| 36   | 44     | Ray Desrochers       | Kanada             | 162,50 | 51,5 m  | 51,5 m  |
| 37   | 25     | Leo Milette          | Kanada             | 162,10 | 48,0 m  | 56,0 m  |
| 38   | 36     | Karl Martitsch       | Österreich         | 152,30 | 54,0 m  | 53,5 m  |
| 39   | 6      | Georges Labrecque    | Kanada             | 135,20 | 57,0 m  | 54,5 m  |
| 40   | 45     | Gaston Angers        | Kanada             | 120,00 | 45,5 m  | 49,5 m  |
| DNS  | 4      | Sven Israelsson      | Schweden           | -      | -       | -       |
| DNS  | 5      | Martti Huhtala       | Finnland           | -      | -       | -       |
| DNS  | 7      | Heikki Hasu          | Finnland           | -      | -       | -       |
| DNS  | 39     | Clas Haraldsson      | Schweden           | -      | -       | -       |
| DNS  | 41     | Aulis Sipponen       | Finnland           | -      | -       | -       |
| DNS  | 45     | Knute Hansen         | Kanada             | -      | -       | -       |

Datum: Datum: 5. Februar 1950
Teilnehmer: 45 genannt; 40 gestartet; 40 gewertet;
Sprunganlage: MacKenzie Intervale Ski Jumping Complex (K-70)
Weltmeister 1948:  Petter Hugsted

Im Gegensatz zum Sprunglauf für die Nordische Kombination gab es hier nur zwei Wertungsdurchgänge. Keiner der 40 Starter kam zu Sturz. Die größte Anlaufgeschwindigkeit erreichten Bietilä (USA), Däscher und Thrane mit je 81,95 km/h

Der norwegische Teamkapitän Birger Ruud hatte sich für die Mitnahme von Hans Bjørnstad ausgesprochen, wenngleich sein Sieg dann doch eine Überraschung darstellte. Sein Fall erinnerte somit etwas an 18-km-Sieger Karl-Erik Åström.
Der Bewerb wurde bei störendem Wind und großer Kälte ausgetragen, so dass ein großer Teil der 10.000 Zuschauer (andere Angaben lauten 8.000 – wie United Press auch über die Wetterverhältnisse andere Angaben machte und von wärmender Wintersonne, erheblich über den Gefrierpunkt gestiegene Temperaturen schrieb – und die Schanze trotz dieser höheren Temperatur sich in ausgezeichnetem Zustand befand) nicht bis zum Schluss blieb. Birger Ruud selbst sprang zwar auch, aber lediglich als Vorspringer (außer Konkurrenz); er erreichte 65 (lt. UP: 59) Meter. Sensationell war auch, dass die Nordamerikaner die besseren Resultate als die Mitteleuropäer ablieferten. Als Sprungrichter waren Holger Karlsson (SWE), Robert Faure (FRA), Vieeko Nylund (FIN), Rolf Borde (NOR) und Guttorm Paulsen (USA) nominiert.
Petter Hugsted hatte die Nummer 1, der auf 201 Fuß, was 61,5 m entspricht, kam. Supersaxo fiel deutlich ab. Gordon Wren als erster des US-Teams sprang 62 m, die Kanadier sprangen ordentlich, kamen aber an die Spitzenleute nicht heran. Der Favorit Bjørnstad landete nach ruhigem Sprung auf 68 m, es gab zweimal 18 und dreimal 18,5 Punkte. Asbjørn Ruud enttäuschte mit 60,5 m leicht. Stilistisch überzeugte der Sprung von Christian Mohn mehr als jener von Bjørnstad (zweimal 19, dreimal 18,5), doch es wurden nur 65 m. Nach Thrane (63,5) und Kuronen (64,5) stand Fritz Tschannen 62 m. Picard (CAN) überraschte mit 61,5 m, und eine glatte Sensation wurden die 64,5 von Janez Polda (YUG) betrachtet, auch Devlin und Barber (beide USA) schlugen sich mit 67 m und 68,5 m großartig, sie mussten sich aber größere Punkteabzüge gefallen lassen. 62,5 m für Andreas Däscher waren ebenfalls, auf sein Leistungsvermögen abgestellt, überraschend. Thure Lindgren (SWE) wurde für seine 66,5 m hoch benotet (zweimal 18, dreimal 18,5 Punkte).

Hugsted war (wie es zur damaligen Zeit – und dies bis viel, viel später danach – hinsichtlich der Startreihenfolge üblich war) wieder der erste, der nun den zweiten Durchgang eröffnete, und er kam vielversprechend auf 64,5 m. Für Supersaxo wurden es 54,5 Meter. Bjørnstad ging wieder aufs Ganze, wuchtiger Absprung, 68 m – viermal 18,5, einmal 17,5. So war der Norweger erster Anwärter auf Gold. Arthur Tokles 67 Meter entlockten seinen US-Landsleuten ein anhaltendes Begeisterungsgeheul. Pietikäinen zeigte mit 67 m auch seine Klasse. Mohn blieb etwas hinter den Erwartungen zurück: Zwar stilistisch gut (viermal 18, einmal 18,5), aber nur 63,5 m. Thrane verbesserte seine Position mit 66,5 m erheblich. Tschannen konnte die erhoffte Sonderleistung mit nur 59 m nicht bringen. Polda sprang nun 62 m, und nach Devlin (67 m) und Barber (63,5 m) konnte sich der junge Schweizer Däscher mit 63 m hervorragend halten. Evert Karlsson rückte mit 67 m in den Vordergrund, Lindgren stand saubere 65 m, Stump konnte sich mit 56,5 m leicht verbessern, und Bergmann, einer der Favoriten, wurde für seinen 66er mit viermal 18 und einmal 17,5 gewertet. (sowie siehe bitte AZ-Fußnote zum 50-km-Lauf)

## Zeichenerklärung
- DNS = Did not start (gemeldet, aber nicht gestartet)